# Dilophus serraticollis
Dilophus serraticollis är en tvåvingeart som beskrevs av Walker 1848. Dilophus serraticollis ingår i släktet Dilophus och familjen hårmyggor. Inga underarter finns listade i Catalogue of Life.